# Bruno Covas
Bruno Covas Lopes (Santos, 7 aprile 1980 – San Paolo, 16 maggio 2021) è stato un politico, avvocato ed economista brasiliano.
È stato sindaco di San Paolo dal 7 aprile 2018 fino al giorno della sua morte.

## Biografia

### Inizi
Nipote del politico Mário Covas, nacque a Santos, località balneare nei pressi di San Paolo. Suo nonno servì come governatore dello stato di San Paolo per il Partito della Social Democrazia Brasiliana, a cui anche Bruno aderì già all'età di 18 anni. Si trasferì poi a San Paolo per studiare al Colégio Bandeirantes: frequentò poi l'Universidade de São Paulo, dove conseguì una laurea in giurisprudenza e una in economia presso la Pontifícia Universidade Católica della medesima città. 

### Carriera politica
Covas iniziò la sua carriera politica nel 2004, quando fu candidato alla carica di vicesindaco di Santos insieme al candidato sindaco Raul Christiano. Si piazzarono poi al quarto posto al primo turno delle elezioni comunali di quell'anno con l'11,52% dei voti. Nel 2006 si candidò come deputato per lo stato di San Paolo e vinse con oltre 122.000 preferenze, il numero più alto mai ottenuto in quelle elezioni. Entrato in carica all'inizio del 2007, rimase in carica nel 2011, quando fu nominato segretario dell'ambiente dello stato di San Paolo dal governatore Geraldo Alckmin.
Nel 2015 entrò alla Camera dei deputati. Nel 2016 fu eletto vicesindaco di San Paolo insieme al candidato vincente João Doria, assumendo la carica il 1º gennaio 2017. Assunse poi il ruolo di sindaco a tutti gli effetti il 7 aprile 2018, quando Doria si dimise per candidarsi al mandato di governatore.

### Malattia e morte
Il 19 ottobre 2019 fu portato d'urgenza in ospedale a seguito di un'eruzione cutanea alla gamba. Giorni dopo gli venne riscontrata una trombosi venosa profonda delle vene fibulari con emboli polmonari bilaterali. Successivi esami rivelarono un adenocarcinoma nella giunzione gastroesofagea con metastasi epatiche e linfonodali regionali. A partire da quei giorni fino a febbraio 2020, Covas si sottopose a chemioterapia: nonostante la remissione completa del tumore primario, le metastasi linfonodali erano ancora presenti e iniziò quindi un ciclo di immunoterapia.
Nel giugno 2020 risultò inoltre positivo al virus da COVID-19, da cui poi guarì. Nell'aprile 2021 il tumore cominciò ad estendersi fino al fegato e alle ossa e il successivo 2 maggio Covas fu ricoverato urgentemente. A partire da quel giorno le sue condizioni di salute peggiorarono e morì a soli 41 anni la mattina del successivo 16 maggio.